# 左儒
左儒（1877年2月—1963年12月），字席珍，山西省右玉縣李達窯人，畢業於山西西學專齋鑛科，宣統三年進士。

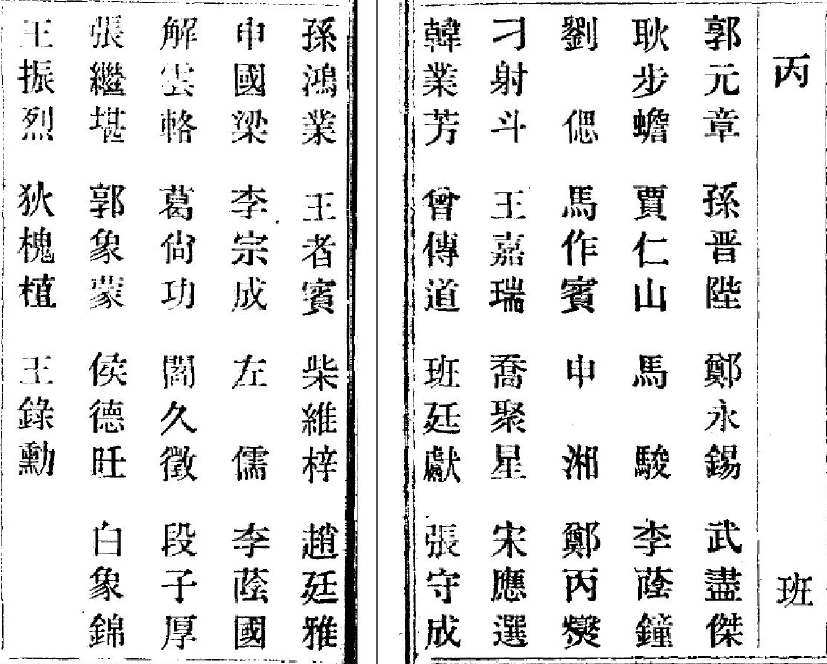
西學專齋丙班生

## 生平[2][3]
- 光緒三十二年六月，學部複試晉省西學專齋第二期畢業學生，列中等，准作舉人[4]。
- 宣統三年三月，學部會考山西西學專齋畢業學生，得73.68分，因採礦、礦物、冶金三門主課不及60分降中等[5]。
- 宣統三年四月丁酉引見，賞給進士出身[6]。
- 宣統三年六月，就職知縣掣簽，簽分安徽[7]。
- 後到綏遠特別行政區都统署實業籌備處處長[8]，從事地礦調查，在張家口、太原等地中學任教。1931年6月，任山西工業專科學校教務主任。「七七」事變後，學校停辦，閒居家中。
- 建政後，曾被選為第二、三、四屆右玉縣人民代表大會代表（1956年11月28日，李達窯鄉第二屆第一次人民代表大會選舉左儒為右玉縣第二屆人民代表大會代表）。1963年12月病逝。著有《綏乘》一書。